# Thằn lằn Phê-nô Shea
Thằn lằn Phê-nô Shea (danh pháp hai phần: Sphenomorphus sheai) là một loài thằn lằn bóng trong chi Phê-nô, được phát hiện và mô tả trong cuộc điều tra Đa dạng sinh học tại huyện Ba Tơ, tỉnh Quảng Ngãi vào tháng 5 và tháng 6 năm 2012, được công nhận loài mới và chính thức đăng tải lên Tạp chí Zootaxa, Auckland, New Zealand (số 3734, tháng 11 năm 2013).

## Phát hiện và đặt tên
Mẫu vật Thằn lằn Phê-nô Shea được Nguyễn Quảng Trường – Viện Sinh thái và Tài nguyên sinh vật và các chuyên gia của Tổ chức WAR thu thập tại khu vực Quảng Ngãi giáp Kon Tum khoảng tháng 5 - tháng 6 năm 2012.
Tên loài được đặt theo tên của tiến sĩ khoa học người Úc Glenn Shea thuộc Đại học Sydney, người đã có nhiều đóng góp cho công cuộc nghiên cứu bò sát tại khu vực Châu Á - Thái Bình Dương.